# 片山心働流
片山心働流（かたやましんどうりゅう）とは片山久勝が開いた古武道の流派。剣術、居合、柔術等を含む。

## 歴史
流祖の片山久勝は、片山伯耆流流祖、片山久安の長男である。久勝は江戸で当流を広めたと伝わる。仙台藩、岸和田藩など各地に伝承した。数年前、佐渡島に柔術の伝承が残っている事が確認された。また佐渡観光情報に言及がある。
新潟市にも伝承が残っている。
天神明進流と関係がある。